# フジグラン西条
フジグラン西条（フジグランさいじょう）は、愛媛県西条市新田字北新田に所在する、フジ・リテイリングが展開するショッピングセンターである。

## 概要
2002年8月2日にフジ（現：フジ・リテイリング）がダイエー西条店(後述)跡地に「フジグラン西条」を出店すると発表。同年8月1日には今治デパートと建物譲渡契約を締結。 2002年9月28日に「フジグラン西条」としてオープンした。
建物は2階建てで、屋上には駐車場が設けられている。

### 前史:ダイエー西条店
1997年11月27日に「ダイエー西条店」としてオープンした。ダイエーの直営店舗としては愛媛県内5店舗目で、ローコスト志向、郊外型のハイパーマートとしては初出店であった。建物はダイエーのフランチャイジーであった今治デパートが所有し、ダイエーが賃貸していた。1999年8月1日に株式会社ダイエー・ハイパーマートに、さらに2000年9月1日に株式会社ディー・ハイパーマートに移管された。
開店以来、赤字続きで黒字化のめどがたたずダイエーの再建計画の中で閉店が決定し、2002年6月4日に閉店となった。

## 主なテナント
詳しくは店舗ホームページを参照。
- ダイソー
- ニトリ
- 宮脇書店
- ATM
  - 伊予銀行
  - 愛媛銀行
  - 愛媛信用金庫
  - ゆうちょ銀行
- 駐車場内別棟
  - レデイ薬局
  - メガネの三城
  - KFC(※フジファミリーフーズ)
  - モスバーガー

など

## 周辺
- 西条市立西条小学校
- 西条商工会議所
- SAIJO BASE
- スーパーホテル伊予西条
- ホテルルートイン伊予西条

## 交通アクセス
- せとうちバス（瀬戸内運輸）「フジグラン西条」バス停より下車してすぐ。